# Бакшайдер, Адриен
Адриен Бакшайдер (фр. Adrien Backscheider; род. 7 августа 1992 года, Мец) — французский лыжник, бронзовый призёр Олимпийских игр 2018 года, чемпионата мира 2015 года и чемпионата мира 2019 года в эстафете, чемпион мира среди молодёжи. Специалист дистанционных гонок.

## Спортивная карьера
На чемпионате мира 2015 года Адриен Бакшайдер в составе эстафетной четвёрки завоевал бронзовую медаль, в скиатлоне занял 19-е место.
Принимал участие в Олимпийских играх 2014 года в Сочи, где занял 43-е место в гонке на 15 км классическим стилем.
На молодёжном чемпионате мира (U23) 2014 года стал победителем в скиатлоне.
В Кубке мира Бакшайдер дебютировал 19 января 2013 года, по состоянию на 27.02.15 в тридцатку попадал лишь 4 раза (лучший результат 18-е место).

## Результаты

### Олимпийские игры
| Олимпийские игры | Спринт | Командный спринт | 15 км раздельный старт | 15+15 км скиатлон | 50 км масс-старт | Эстафета |
| ---------------- | ------ | ---------------- | ---------------------- | ----------------- | ---------------- | -------- |
| 2014 Сочи        | —      | —                | 43                     | —                 | —                | —        |
| 2018 Пхёнчхан    | —      | —                | 17                     | —                 | —                | 3        |

### Чемпионаты мира по лыжным видам спорта
| Чемпионат мира | Спринт | Командный спринт | 15 км раздельный старт | 15+15 км скиатлон | 50 км масс-старт | Эстафета |
| -------------- | ------ | ---------------- | ---------------------- | ----------------- | ---------------- | -------- |
| 2015 Фалун     | —      | —                | —                      | 19                | —                | 3        |
| 2019 Зеефельд  | —      | —                | —                      | 8                 | 9                | 3        |